# تشوتاش (أبرومند)
تشوتاش (بالفارسية: چوتاش) هي قرية تقع في إيران في قسم أبرومند الريفي. يقدر عدد سكانها بـ 904 نسمة بحسب إحصاء 2016.